# Brasil Open 2002 - Qualificazioni singolare
Le qualificazioni del singolare  del Brasil Open 2002 sono state un torneo di tennis preliminare per accedere alla fase finale della manifestazione. I vincitori dell'ultimo turno sono entrati di diritto nel tabellone principale. In caso di ritiro di uno o più giocatori aventi diritto a questi sono subentrati i lucky loser, ossia i giocatori che hanno perso nell'ultimo turno ma che avevano una classifica più alta rispetto agli altri partecipanti che avevano comunque perso nel turno finale.
Le qualificazioni del torneo Brasil Open 2002 prevedevano 32 partecipanti di cui 4 sono entrati nel tabellone principale.

## Teste di serie
1. Ivo Heuberger (Qualificato)
2. Iván Miranda (ultimo turno)
3. Michael Russell (ultimo turno)
4. Marcos Daniel (ultimo turno)

1. Gastón Etlis (Qualificato)
2. Maximilian Abel (Qualificato)
3. Thiago Alves (secondo turno)
4. Michael Quintero (primo turno)

## Qualificati
1. Ivo Heuberger
2. Mashiska Washington

1. Maximilian Abel
2. Gastón Etlis

## Tabellone

### Legenda
| - Q = Qualificato - WC = Wild card - LL = Lucky loser | - ALT = Alternate - SE = Special Exempt - PR = Protected Ranking | - w/o = Walkover - r = Ritirato - d = Squalificato |

### Sezione 1
|  | Primo turno        | Primo turno        | Primo turno        | Primo turno | Primo turno |  |  | Secondo turno | Secondo turno     | Secondo turno     | Secondo turno | Secondo turno |   |   | Ultimo turno | Ultimo turno  | Ultimo turno  | Ultimo turno | Ultimo turno |  |
|  |                    |                    |                    |             |             |  |  |               |                   |                   |               |               |   |   |              |               |               |              |              |  |
|  |                    |                    |                    |             |             |  |  |               |                   |                   |               |               |   |   |              |               |               |              |              |  |
|  |                    |                    |                    |             |             |  |  | 1             | Ivo Heuberger     | Ivo Heuberger     | 6             | 6             |   |   |              |               |               |              |              |  |
|  | Alexandre Bonatto  | Alexandre Bonatto  | 6                  | 3           | 6           |  |  |               | Alexandre Bonatto | Alexandre Bonatto | 2             | 0             |   |   |              |               |               |              |              |  |
|  | Brandon Coupe      | Brandon Coupe      | 1                  | 6           | 4           |  |  |               |                   |                   |               |               |   |   | 1            | Ivo Heuberger | Ivo Heuberger | 6            | 6            |  |
|  | Jordan Kerr        | Jordan Kerr        | Jordan Kerr        | 6           | 6           |  |  |               |                   |                   | Pedro Braga   | Pedro Braga   | 4 | 4 |              |               |               |              |              |  |
|  | Ricardo Schlachter | Ricardo Schlachter | Ricardo Schlachter | 4           | 2           |  |  | Jordan Kerr   | Jordan Kerr       | Jordan Kerr       | 4             | 4             |   |   |              |               |               |              |              |  |
|  |                    | Pedro Braga        | Pedro Braga        | 6           | 6           |  |  | Pedro Braga   | Pedro Braga       | Pedro Braga       | 6             | 6             |   |   |              |               |               |              |              |  |
|  | 8                  | Michael Quintero   | Michael Quintero   | 3           | 4           |  |  |               |                   |                   |               |               |   |   |              |               |               |              |              |  |

### Sezione 2
|  | Primo turno         | Primo turno         | Primo turno         | Primo turno | Primo turno |  |  | Secondo turno | Secondo turno       | Secondo turno  | Secondo turno       | Secondo turno       |   |   | Ultimo turno | Ultimo turno | Ultimo turno | Ultimo turno | Ultimo turno |  |
|  |                     |                     |                     |             |             |  |  |               |                     |                |                     |                     |   |   |              |              |              |              |              |  |
|  |                     |                     |                     |             |             |  |  |               |                     |                |                     |                     |   |   |              |              |              |              |              |  |
|  |                     |                     |                     |             |             |  |  | 2             | Iván Miranda        | Iván Miranda   | 6                   | 6                   |   |   |              |              |              |              |              |  |
|  | Thomas Shimada      | Thomas Shimada      | 7                   | 2           | 6           |  |  |               | Thomas Shimada      | Thomas Shimada | 1                   | 3                   |   |   |              |              |              |              |              |  |
|  | Chris Haggard       | Chris Haggard       | 5                   | 6           | 4           |  |  |               |                     |                |                     |                     |   |   | 2            | Iván Miranda | Iván Miranda | 4            | 2            |  |
|  | Mashiska Washington | Mashiska Washington | Mashiska Washington | 6           | 6           |  |  |               |                     |                | Mashiska Washington | Mashiska Washington | 6 | 6 |              |              |              |              |              |  |
|  | Ashley Fisher       | Ashley Fisher       | Ashley Fisher       | 3           | 4           |  |  |               | Mashiska Washington | 6              | 4                   | 7                   |   |   |              |              |              |              |              |  |
|  | 7                   | Thiago Alves        | Thiago Alves        | 6           | 6           |  |  | 7             | Thiago Alves        | 2              | 6                   | 65                  |   |   |              |              |              |              |              |  |
|  |                     | Martín García       | Martín García       | 3           | 4           |  |  |               |                     |                |                     |                     |   |   |              |              |              |              |              |  |

### Sezione 3
|  | Primo turno                       | Primo turno                       | Primo turno                       | Primo turno | Primo turno |  |  | Secondo turno | Secondo turno     | Secondo turno   | Secondo turno   | Secondo turno   |   |   | Ultimo turno | Ultimo turno    | Ultimo turno    | Ultimo turno | Ultimo turno |  |
|  |                                   |                                   |                                   |             |             |  |  |               |                   |                 |                 |                 |   |   |              |                 |                 |              |              |  |
|  |                                   |                                   |                                   |             |             |  |  |               |                   |                 |                 |                 |   |   |              |                 |                 |              |              |  |
|  |                                   |                                   |                                   |             |             |  |  | 3             | Michael Russell   | Michael Russell | 7               | 6               |   |   |              |                 |                 |              |              |  |
|  | Glenn Weiner                      | Glenn Weiner                      | 7                                 | 2           | 6           |  |  |               | Glenn Weiner      | Glenn Weiner    | 69              | 2               |   |   |              |                 |                 |              |              |  |
|  | Todd Perry                        | Todd Perry                        | 62                                | 6           | 3           |  |  |               |                   |                 |                 |                 |   |   | 3            | Michael Russell | Michael Russell | 4            | 5            |  |
|  | Ignacio Hirigoyen                 | Ignacio Hirigoyen                 | Ignacio Hirigoyen                 | 6           | 6           |  |  |               |                   | 6               | Maximilian Abel | Maximilian Abel | 6 | 7 |              |                 |                 |              |              |  |
|  | Manuel-Angel Sala-Martin De Rueda | Manuel-Angel Sala-Martin De Rueda | Manuel-Angel Sala-Martin De Rueda | 2           | 3           |  |  |               | Ignacio Hirigoyen | 6               | 4               | 3               |   |   |              |                 |                 |              |              |  |
|  | 6                                 | Maximilian Abel                   | Maximilian Abel                   | 6           | 6           |  |  | 6             | Maximilian Abel   | 3               | 6               | 6               |   |   |              |                 |                 |              |              |  |
|  |                                   | Paulo-Sergio Passold              | Paulo-Sergio Passold              | 1           | 1           |  |  |               |                   |                 |                 |                 |   |   |              |                 |                 |              |              |  |

### Sezione 4
|  | Primo turno        | Primo turno        | Primo turno      | Primo turno | Primo turno |  |  | Secondo turno | Secondo turno | Secondo turno | Secondo turno | Secondo turno |   |   | Ultimo turno | Ultimo turno  | Ultimo turno  | Ultimo turno | Ultimo turno |  |
|  |                    |                    |                  |             |             |  |  |               |               |               |               |               |   |   |              |               |               |              |              |  |
|  | 4                  | Marcos Daniel      | Marcos Daniel    | 7           | 6           |  |  |               |               |               |               |               |   |   |              |               |               |              |              |  |
|  |                    | Martín Rodríguez   | Martín Rodríguez | 5           | 4           |  |  | 4             | Marcos Daniel | Marcos Daniel | 6             | 6             |   |   |              |               |               |              |              |  |
|  | Devin Bowen        | Devin Bowen        | 2                | 6           | 6           |  |  |               | Devin Bowen   | Devin Bowen   | 1             | 2             |   |   |              |               |               |              |              |  |
|  | Alessandro Guevara | Alessandro Guevara | 6                | 2           | 4           |  |  |               |               |               |               |               |   |   | 4            | Marcos Daniel | Marcos Daniel | 3            | 4            |  |
|  | Jeff Coetzee       | Jeff Coetzee       | Jeff Coetzee     | 6           | 6           |  |  |               |               | 5             | Gastón Etlis  | Gastón Etlis  | 6 | 6 |              |               |               |              |              |  |
|  | Carlos Matos       | Carlos Matos       | Carlos Matos     | 3           | 1           |  |  |               | Jeff Coetzee  | 1             | 6             | 2             |   |   |              |               |               |              |              |  |
|  | 5                  | Gastón Etlis       | Gastón Etlis     | 7           | 7           |  |  | 5             | Gastón Etlis  | 6             | 4             | 6             |   |   |              |               |               |              |              |  |
|  |                    | Nathan Healey      | Nathan Healey    | 5           | 62          |  |  |               |               |               |               |               |   |   |              |               |               |              |              |  |